# Minne Bakker
Minne Bakker (Sneek, 19 juni 1816 - aldaar, 25 februari 1877) was een Nederlands burgemeester.
Bakker was een zoon van Jan Minnes Bakker, ontvanger, en Aaltje Joustra. De familie verhuisde na zijn geboorte naar Haarlem. Bakker studeerde rechten. Hij ging in 1838 terug naar Sneek, waar hij advocaat werd. Hij werd er later ook plaatsvervangend rechter. Hij sloot zich aan bij de plaatselijke Doopsgezinde gemeente. In 1839 trouwde hij in Eelde met Eskelina Hesselink (1820-1856), die net als hij was geboren in Sneek, maar haar jeugd doorbracht op het landgoed De Braak bij Paterswolde.
In 1853 werd Bakker burgemeester van Wymbritseradeel. Hij zou aanblijven tot zijn overlijden in 1877.
- International Standard Name Identifier: 0000 0003 9310 1021
- Nederlandse Thesaurus van Auteursnamen: 079902693
- Virtual International Authority File: 287327024
- WorldCat: E39PBJyWQFxTXQ8gRwcvDPbmVC